# Óscar Landerretche
Óscar Alfredo Landerretche Gacitúa (18 de octubre de 1949) es un economista, académico y político chileno. Se desempeñó como ministro de Estado durante el gobierno del presidente Eduardo Frei Ruiz-Tagle.

## Familia y estudios
Su padre era oficial de Carabineros y su madre una profesora del Liceo N°1 de Niñas de Valparaíso. Es descendiente de vascos por parte de padre y madre.
Estudió en el Liceo Eduardo de la Barra de Valparaíso. Se tituló de ingeniero comercial y bachiller en Ciencias Económicas en la Universidad de Chile; luego logró un magíster en economía de la Universidad de Los Andes (Bogotá) y posteriormente se doctoró en Economía Política en la Universidad de Oxford (Inglaterra).
Casado con Trini Moreno, es padre del también economista Óscar.

## Carrera política y pública
En su juventud ingresó al Partido Socialista (PS) y en 1971 recibió entrenamiento militar y de inteligencia en Cuba. Luego de la caída del presidente Salvador Allende en septiembre de 1973, trabajó en la rearticulación del PS, realizándose en la casa en que residía, en la Población Villa Aurora, Paradero 5 de Vicuña Mckenna, el Primer Pleno del Comité Central del Partido Soacialista de Chile, en octubre de 1973. En la segunda mitad de1974 partió al exilio, tras asilarse en la embajada de Colombia.
En Colombia obtuvo el grado de Magister en Economía de la Universidad de los Andes y se desempeñó como Profesor-investigador en la misma Universidad 1975 y 1976 y entre 1982 y 1990, viajando en el período intemedio a Inglaterra en donde obtuvo el Doctorado en Economía Política en la Universidad de Oxford. En la segunda mitad de los 1980´s participó en el esfuerzo para lograr que varios movimientos guerrilleros entregaran sus armas y se incorporaran a la vida política legal lo cual dio origen al acuerdo para generar un proceso de reforma constitucional en el cual el Gobierno Colombiano lo invitó públicamente a ser parte de la comisión de expertos que trabajó los anteproyectos de la nueva Carta, cuestión que declinó debido a su regreso a Chile.
De vuelta en Chile, en 1991, fue Jefe de la División de Desarrollo Productivo del Ministerio de Economía, Secretario Ejecutivo del Comité Interministerial de Desarrollo Productivo, director de Colbún en representación del Estado de Chile (1992) y presidente del Instituto Nacional de Normalización (1994).
En 1997 fue nombrado subsecretario de Economía. Al año siguiente, asumió como ministro presidente de la Comisión Nacional de Energía (CNE), justo en medio de una severa crisis energética derivada de una grave sequía en la zona centro-sur del país.
En el ámbito empresarial, fue Vicepresidente Ejecutivo de la estatal Corporación de Fomento de la Producción (Corfo), Vicepresidente del directorio de la Empresa Nacional del Petróleo, Presidente del directorio de Sercotec, Vicepresidente Ejecutivo de la Empresa Nacional de Minería (Enami) y miembro del directorio de la compañía minera Quebrada Blanca en representación del Estado.
En la actualidad se desempeña como académico de la Escuela de Posgrado del Instituto de Asuntos Públicos de la Universidad de Chile, Instituto que se convirtió en Facultad de Gobierno de la misma Universidad. Fue Director de la Escuela de Postgrado del INAP, profesor del MBA de la Universidad Técnica Federico Santa María, Profesor Conferenciante de la Facultad de Economía y Negocios de la Universidad de Talca y docente de la Escuela de Gobierno y Gestión Pública de la Universidad de Chile.